# Kristina Carlson
Kristina Carlson (Helsinki, 31 luglio 1949) è una scrittrice finlandese.

## Biografia
Nata nel 1949 a Helsinki, vive e lavora nella città natale.
Dopo gli studi di letteratura all'Università di Helsinki, ha lavorato per un ventennio nella redazione del settimanale finlandese Suomen Kuvalehti e ha debuttato nella letteratura nel 1986 con la raccolta di poesie Hämärän valo.
In seguito ha dato alle stampe tre romanzi e una serie di 12 libri destinati a ragazzi scritti con lo pseudonimo di Mari Lampinen.
Ha raggiunto popolarità oltre i confini del proprio paese con il romanzo Il giardiniere del signor Darwin, finalista all'International IMPAC Dublin Literary Award e vincitore del Premio Finlandia nel 2009.

## Opere principali

### Romanzi
- Maan ääreen (1999)
- Il giardiniere del signor Darwin (Herra Darwinin puutarhuri, 2009), Roma, Elliot, 2019 traduzione di Paola Brigaglia ISBN 978-88-6993-692-0.
- William N. Päiväkirja (2011)

### Raccolte di poesie
- Hämärän valo (1986)

### Opere scritte con lo pseudonimo di Mari Lampinen
- Anni ja haaveiden loma (1996)
- Anni Kaukolan kartanossa (1996)
- Annin uudet ystävät (1996)
- Annin ensi-ilta (1997)
- Anni ja yllätystäti (1997)
- Anni ja lumienkeli (1997)
- Annin Pariisin kevät (1997)
- Anni ja karkulainen (1998)
- Anni tien päällä (1998)
- Anni, Abigail ja Dagda (1998)
- Anni ja Joona (1998)
- Annin uusi vuosi (1999)

## Premi e riconoscimenti
- Premio Finlandia: 1999 vincitrice con Maan ääreen
- Medaglia Kiitos kirjasta: 2010 vincitrice con Il giardiniere del signor Darwin